# Хуніор Бургос
Хуніор Бургос (ісп. Junior Burgos, нар. 14 серпня 1988, Санта-Ана) — сальвадорський футболіст, півзахисник клубу «Ріно 1868» та національної збірної Сальвадору.

## Клубна кар'єра
Попри те, що Бургос народився у Сальвадорі, виріс він у місті в Сан-Бруно, Каліфорнія і навчався в середній школі Вестмур, після цього грав по два роки в футбольних командах Університету штату Каліфорнія в Сан-Хосе («Сан-Хосе Стейт Спартанс» — 25 матчів і 8 голів в студентській лізі) та Політехнічному університеті штату Каліфорнія («Кел Полі Мустангс» — 28 матчів і 7 голів в студентській лізі). Виступаючи за останній клуб Бургос став першим гравцем в історії «Кел Полі», який був обраний на Супердрафті МЛС.
Під час студентських років Бургос також грав в Premier Development League (четвертий дивізіон США) за клуби «Сан-Франциско Сілс», «Бейкерсфілд Брігейд» та «Чикаго Файр U-23»
13 січня 2011 року Бургос був обраний в третьому раунді Супердрафту МЛС канадським клубом Торонто «Торонто». Проте він підписав контракт з «Торонто» лише через рік, 21 березня 2012 року і дебютував за клуб 31 березня 2012 року, вийшовши на заміну замість Джуліана де Гузмана в матчі МЛС проти «Коламбус Крю». Не закріпившись в команді, Бургос покинув «Торонто» 28 червня 2012 року, зігравши лише дві гри в МЛС та ставши чемпіоном Канади.
Після цього сальвадорець тривалий час лишався без контракту і проводив час навчання за кордоном, зокрема в німецькому «Енергі» з Другої Бундесліги і чилійському «Універсідаді Католіка». 26 лютого 2014 року його підписав «Атланта Сілвербекс», що виступав у Північноамериканській футбольній лізі. За клуб до кінця року Бургос зіграв 17 матчів і забив 3 голи у чемпіонаті, а також забив 3 голи й віддав 3 передачі в відкритому Кубку США, в якому його команда пройшла вищолігові «Реал Солт-Лейк» і «Колорадо Рапідс» та поступилась лише «Чикаго Файр» у чвертьфінальній стадії.
4 лютого 2015 року було оголошено, що Бургос разом з одноклубником Джуніором Сандовалем був підписаний колумбійським клубом «Хагуарес де Кордоба», який грав у Прімері A. Проте Бургос вирішив розлучитися з колумбійською командою після того, як клуб відмовився виконувати умови підписаного договору між обома сторонами. Незабаром після того, як він підписав контракт з «Оріндж Каунті Блюз» з USL у квітні 2015 року. Після появи в 4 іграх, Бургос повернувся в «Атланту Сілвербекс» 7 липня 2015 року і відзначився 4 голами й 6 передачами до кінця сезону. При цьому гол проти «Сан-Антоніо» був визнаний найкращим голом НАСЛ 2015 року.
2 лютого 2016 року було оголошено, що Бургос підписав контракт з клубом МЛС «Атланта Юнайтед», ставши другим підписанням в історії клубу перед її дебютом в MLS 2017. Для отримання ігрової практики Бургос був орендований клубом «Тампа-Бей Роудіс» з НАСЛ, де і провів увесь рік. В грудні 2016 року «Атланта Юнайтед» розірвала контракт з гравцем, який не встиг зіграти за клуб жодного матчу.
На початку 2017 року уклав контракт з клубом «Ріно 1868» з USL. Відтоді встиг відіграти за нього 10 матчів в національному чемпіонаті.

## Виступи за збірну
30 червня 2014 року дебютував в офіційних матчах у складі національної збірної Сальвадору в товариській грі проти збірної Домініканської Республіки (2:0).
У складі збірної був учасником розіграшу Золотого кубка КОНКАКАФ 2017 року у США, де зіграв в одному матчі проти Кюрасао (2:0).

## Особисте життя
Його мати Морена дель Кармен де Бургос, а батько Ефрейн Бургос, який грав в професійний футбол протягом 16 років, в основному в Сальвадорі, а також за національну збірну Сальвадору і згодом став футбольним тренером. Також Хуніор Бургос має старшу сестру Софію, і молодшого брата Херардо та сестру Фатіму.